# MotoGP '07 (PS2)
MotoGP '07 es el quinto juego de la serie de juegos MotoGP para PS2 y el primero publicado por Capcom. El desarrollador Milestone también había lanzado Superbike 2001.

## Características
El juego cuenta con todos los pilotos, pistas, equipos y motos oficiales de la temporada 2007 de MotoGP, incluido el equipo Ilmor Ilmor SRT. El juego permite al jugador correr en 5 modos de juego: Carrera rápida, Contrarreloj, Campeonato, Desafíos y Multijugador en una variedad de dificultades y condiciones climáticas.
Según el editor, el juego ofrece desafiantes efectos meteorológicos, modelos físicos precisos basados en datos reales y efectos de sonido grabados en motos reales de MotoGP.

## Xbox 360y versión paraPC
En 2007 Capcom compró los "derechos de formato de PlayStation" para MotoGP que anteriormente era propiedad de Namco hasta 2012. Los derechos de formato de Xbox 360 y PC pertenecen a THQ. Aunque los juegos de PS2 y Xbox 360 / PC tienen el mismo título y se basan en la temporada 2007 de MotoGP, los juegos no están relacionados.

## Recepción
El juego recibió críticas "mixtas" según el sitio web de agregación de reseñas Metacritic. En Japón, Famitsu le dio una puntuación de tres sietes y un ocho para un total de 29 de 40.